# Росатом
Державна корпорація з атомної енергії «Росатом» (скорочена назва — Держкорпорація «Росатом») — російський державний холдинг, що об'єднує 360 підприємств атомної галузі. До складу входять усі цивільні атомні компанії Росії, підприємства ядерного збройового комплексу, науково-дослідні організації, а також атомний криголамний флот.
Компанія посідає друге місце за запасами урану і п'яте за обсягом видобутку, четверте місце з виробництва атомної енергії, контролює 40 % світового ринку послуг зі збагачення урану і 17 % ринку ядерного палива.
На 2020 портфель проєктів спорудження АЕС за кордоном становить 35 блоків з них на стадії реалізації знаходяться 24 блоки.
Усього за 15 років збудовано — 17 блоків АЕС.
До завдань компанії відноситься:
- розвиток атомної енергетики й підприємств ядерного паливного циклу
- виконання функцій, покладених на неї державою (забезпечення національної безпеки — ядерне стримування, ядерна та радіаційна безпека, розвиток прикладної та фундаментальної науки).

ДК «Росатом» уповноважена від імені держави виконувати міжнародні зобов'язання Російської Федерації в галузі використання атомної енергії та режиму нерозповсюдження ядерних матеріалів.

## Історія
Історія держкорпорації «Росатом» нерозривно пов'язана з історією атомної галузі Росії. 26 червня 1953 постановою Ради Міністрів СРСР Перше головне управління при Раді Міністрів, що займається атомною галуззю, було перетворено на Міністерство середнього машинобудування СРСР (Мінсередмаш).
Крім проблеми розробки і випробування ядерної зброї, міністерство займалося і проблемами мирної атомної енергетики. Вже у 1954 році в Обнінську (Калузька область, РРФСР) запущено першу в світі атомну електростанцію — Обнінську АЕС, створену під керівництвом Ігоря Курчатова. Розвиток атомної галузі супроводжувався і зростанням міністерства — у 1970-1980-х на його організаціях і підприємствах працювало понад 1,5 млн осіб.
У 1989 році Мінсередмаш був об'єднаний з Міністерством атомної енергетики в єдине Міністерство атомної енергетики й промисловості СРСР.
Після розпаду СРСР у 1992 російська частина міністерства була перетворена на Міністерство з атомної енергії Російської Федерації, та отримала близько 80 % підприємств союзного відомства, в тому числі 9 АЕС з 28 енергоблоками.
У 2004 році наказом президента РФ міністерство було перетворено на Федеральну агенцію з атомної енергії (Росатом). Його головою призначено вченого-фізика, академіка РАН Олександра Румянцева (займав пост міністра з атомної енергії з 2001 року).
1 грудня 2007 року Федеральна агенція з атомної енергії скасована, а її повноваження та активи передано Державній корпорації з атомної енергії «Росатом».
У липні 2008 року прийнято програму діяльності Росатому, розраховану на довгостроковий період — до 2023 року.
Іншим важливим напрямком розвитку корпорації стало збільшення впливу на зовнішніх ринках, так у 2011 році майже вдвічі було збільшено кількість контрактів на будівництво АЕС за кордоном.
На кінець 2014 року десятирічний портфель замовлень компанії за кордоном оцінювався у $100 млрд.
У грудні 2018 року Росатом призначений інфраструктурним оператором Північного морського шляху.
11 березня 2022 року на окупованій російськими військами, Запорізькій АЕС було зібрано персонал, та від імені так званної «військово-громадянської адміністрації» проголошено, що підприємство більше не належить Україні, не підпорядковується Енергоатому. Натомість ним, начебто, володіє Росатом. 24 червня у Києві було заарештувано будівлю Росатому на Подолі площею майже 1000 м3 вартість 60 млн грн.

## Санкції
5 лютого 2023 року президент України Зеленський ввів у дію рішення РНБО щодо санкцій проти атомної галузі Росії на 50 років. Зокрема, санкції введено проти «Росатома» і дочірніх компаній, інститутів і науково-дослідних центрів, заводів тощо. Серед обмежень: припинення дії торгових угод, блокування активів, заборона будь-яких торгових операцій, анулювання ліцензій, заборона передання технологій, тощо.
10 січня 2025 року Державний департамент США ввів санкції проти директора Росатома Олексія Ліхачова і членів правління компанії.
1 травня 2025 року Зеленський ввів санкції проти Олексія Лихачова.

## Керівництво
Вищим органом управління держкорпорації є Наглядова рада, що складається з десяти осіб. Очолює раду Сергій Кирієнко.
Одноосібним виконавчим органом «Росатома» є генеральний директор, який здійснює керівництво поточною діяльністю.
З моменту утворення госкопрорації у 2007 році посаду генерального директора займав Сергій Кирієнко, який очолив російську атомну галузь у 2005 році.
5 жовтня 2016 року Сергія Кирієнка призначено на посаду Першого заступника голови адміністрації президента РФ, а генеральним директором держкорпорації став Олексій Лихачов.

## Структура
За даними на початок 2014 року до складу «Росатома» входило понад 360 організацій різних організаційно-правових форм. Більшість із них належать до підприємств ядерного енергетичного комплексу, до складу якого входять організації атомної енергетики, машинобудування і ядерного паливного циклу, в тому числі підприємства з розвідки і видобутку природного урану, конверсії та збагачення урану, виробництва ядерного палива, електроенергії і устаткування, розробки нових технологій ядерного палива і газоцентріфужної технологічної платформи. Цивільні активи російської атомної галузі сконцентровано в рамках холдингу «Атоменергопром», що об'єднує понад сімдесят підприємств.
Компанії ядерного енергетичного комплексу Росатому згруповані в рамках окремих дивізіонів: гірничорудного, паливного, дивізіону «Збут і трейдинг», машинобудівного й електроенергетичного дивізіонів, дивізіону закордонного будівництва та дивізіону будівництва в Росії.

### Гірничорудний дивізіон
У функції гірничорудного дивізіону входять розвідка, видобуток і перероблення урану. Керуючою компанією російських урановидобувних активів корпорації є «Атомредметзолото». Головним урановидобувним підприємством у його складі протягом більш як 40 років залишається «Пріаргунське виробниче гірничо-хімічне об'єднання», яке видобуває до 90 % урану в країні. У стадії розвитку знаходяться родовища «Хіагда» в Бурятії та «Далур» в Курганській області. Закордонні активи керуються компанією Uranium One — канадським холдингом, 100 % акцій якого належить «Росатому». Держкорпорація займає п'яте місце у світі за обсягом видобутку урану і друге — за обсягом запасів урану в надрах.

### Паливний дивізіон
Консолідує активи, які спеціалізуються на конверсії та збагаченні урану, і знаходиться під управлінням холдингу «ТВЕЛ». До структури «ТВЕЛ» входить низка підприємств з фабрикації ядерного палива, конверсії та збагачення урану, виробництва газових центрифуг, а також науково-дослідні та конструкторські організації. Основу діяльності АТ «ТВЕЛ» становлять розробка, виробництво і продаж (зокрема і на експорт) ядерного палива та супутньої ядерної та неядерної продукції. «ТВЕЛ» керує низкою підприємств ядерно-паливного циклу, що добувають та переробляють уран, а також таких, що виготовляють ядерне паливо та комплектуючі до тепловидільних збірок. Підприємства компанії «ТВЕЛ» виготовляють ядерне паливо для енергетичних водо-водяних реакторів (ВВЕР-1000, ВВЕР-440, PWR, BWR), урано-графітових реакторів (РБМК-1000, РБМК-1500, ЕГП-6) та реакторів на швидких нейтронах (БН-600, БН-800). Компанія також веде розробки та впровадження нових видів палива, серед яких МОКС-паливо.

### Дивізіон «Збут і трейдинг»
Знаходиться під управлінням компанії «Техснабекспорт». У його завдання входить експорт послуг на міжнародний ринок збагачення урану та уранової продукції. «Техснабекспорт» заснований в 1963 році як зовнішньоторговельний агент радянської атомної промисловості, на зовнішньому ринку компанія відома під торговою маркою TENEX.
18 лютого 1993 року було укладено російсько-американську міжурядову Угоду «Про використання високозбагаченого урану, витягнутого з ядерної зброї» (Угода ВЗУ-НОУ). Вона діяла до 2013 року. «Техснабекспорт» був агентом з виконання цієї угоди, спрямованої на перетворення високозбагаченого урану, що витягується з російських ядерних боєголовок, в низькозбагачений уран для атомних електростанцій США. До кінця дії угоди було перероблено близько 500 тонн збройового урану з 20 тисяч російських боєголовок. Отримане таким чином паливо забезпечувало близько половини всієї енергії, виробленої атомними електростанціями США (і близько 10 % всієї електроенергії, що виробляється в США).

### Електроенергетичний дивізіон
Керуюча компанія «Концерн Росенергоатом» є оператором російських атомних електростанцій і належить до електроенергетичного дивізіону держкорпорації «Росатом». У 2020 році у Росії діє 11 атомних електростанцій (37 енергоблоків) сумарною потужністю 29,3 ГВт, які виробляють близько 19 % усієї електрики, що було вироблено у Росії.
У 2019 Державна корпорація «Росатом» відкрила майданчик для створення майнінгової ферми поруч з Калінінською атомною електростанцією в Удомлі. Компанія витратила понад 4,8 млн доларів на будівництво об'єкта потужністю 30 мегаватів. Компанія планує отримувати вигоду з можливості продавати додаткову електроенергію великим майнер і дата-центрам і надавати в оренду приміщення для їх обладнання. У січні 2020 року вже було укладено першу угоду про співпрацю з інфраструктурним проєктом EKOC-M.

### Виробництво обладнання для атомної галузі
Дивізіон машинобудування представлений заснованою у 2006 році групою компаній «Атоменергомаш». Підприємства дивізіону виробляють обладнання для будівництва атомних електростанцій та інших об'єктів як для атомної галузі, так і для суміжних галузей. Холдинг «Атоменергомаш» об'єднує близько тридцяти великих компаній, серед яких виробничі підприємства, інжинірингові центри та науково-дослідні організації Росії, України, Чехії та Угорщини. За власними даними групи, 13 % атомних електростанцій у світі й 40 % теплових електростанцій СНД і країн Балтії використовують обладнання холдингу. Крім того, «Атоменергомаш» є найбільшим виробником обладнання для реакторної установки ВВЕР і єдиним у світі виробником промислових реакторів на швидких нейтронах (БН).

### Будівництво АЕС
«Росатом» є одним зі світових лідерів за кількістю одночасно споруджуваних енергоблоків. На 31.12.2019 Корпорація має офіційно оформлені зобов'язання на будівництво 36 атомних енергоблоків за кордоном. У стадії реалізації знаходяться 25 енергоблоків в дев'яти країнах світу. та п'яти в РФ.
В результаті перетворень і перепідпорядкування в період з 2012 по 2014 рік інжинірингова діяльність Росатому була сконцентрована в рамках керуючої компанії НІАЕП-АСЕ (об'єднує нижньогородські «Атоменергопроект» і «Атомстройекспорт»).
Компанією, що просуває російські ядерні технології за кордоном, є створена 2014 року ЗАТ «Русатом - Міжнародна мережа». До її завдань входить створення та керівництво регіональними центрами, а також просування продукції атомного енергопромислового комплексу Росатому. Першою компанією, що увійшла до складу регіональної мережі став ТОВ «Росатом Східна Європа», з офісом у Києві.

### Атомний криголамний флот
З 2008 року в структуру «Росатома» входить російський атомний криголамний флот. У його завдання входить судноплавство на трасах Північного морського шляху та рятувальні операції в льодах. Експлуатація та обслуговування флоту здійснюється в Мурманську компанією «Атомфлот».

### Розробка і виробництво ядерних боєприпасів
До складу держкорпорації «Росатом» входять підприємства оборонно-промислового значення. Дирекція з ядерного збройового комплексу включає ядерні центри в Сарові (ВНІІЕФ) і Снєжинську (ВНДІТФ), ВО «Маяк» в місті Озерське Челябінської області, комбінат «Електрохімпрібор» в місті Лісовому Свердловська області, Приладобудівний завод в місті Трьохгорний Челябінської області та інші. Розробку ядерних зарядів здійснюють ВНІІЕФ і ВНДІТФ, розробку ядерних боєприпасів — ВНІІЕФ, ВНДІТФ і ВНІІА, серійне виробництво ядерних боєприпасів — «Електрохімпрібор» і «Приладобудівний завод».

### Композитний дивізіон Росатому
У структурі Росатому є дивізіон «Перспективні матеріали та технології», що працює під брендом UMATEX. Займається розробкою, виробництвом і застосуванням хімічних волокон і вуглецевих композиційних матеріалів.

### Наукові дослідження
Керуюча компанія ЗАТ «Наука та інновації» формує блок з управління інноваціями. Основними інститутами «Росатома», які проводять фундаментальні та теоретичні дослідження, є Саровський ВНДІ експериментальної фізики та Снежинськ ВНДІ технічної фізики. До складу «Атоменергопрому» також входять такі визнані наукові центри як подільський ОКБ «Гідропрес», ДКБМ імені Афрікантова, московські АТ «НІІграфіт», ВНДІ хімічної технології та ВНДІ неорганічних матеріалів імені Бочвара, Дімітровградський НДІ атомних реакторів, обнінський Фізико-енергетичний інститут імені Лейпунського і Троїцький інститут інноваційних і термоядерних досліджень.

### ФГУП «Федеральний екологічний оператор» (колишня назва— ФГУП «РосРАО»)
Організація Держкорпорації «Росатом», що спеціалізується на поводженні з радіоактивними відходами (РАВ), промисловими відходами, реабілітації територій. Підприємство надає повний комплекс послуг в області поводження з РАВ (включаючи збір, транспортування, перероблення, кондиціювання, зберігання відходів низького і середнього рівня активності), забезпечує розв'язання питань поводження з ВЯП і РАВ, накопиченими в процесі діяльності Військово-морського флоту РФ і утворюються при утилізації атомних підводних човнів і надводних кораблів з ядерними енергетичними установками. Здійснює радіаційний контроль, проводить роботи з реабілітації забруднених територій. До складу «Федерального екологічного оператора» входять вісім філій і 19 відділень. На цій розвиненій базі створено систему поводження з РАВ. Крім того, підприємство призначено федеральним оператором по поводженню з відходами I—II класів небезпеки.

## Показники діяльності
- 2008. Обсяг виробленої електроенергії на АЕС млрд кВт·год 162,3. Дохід ДК «Росатом» і її організацій та підвідомчих підприємств 428,8 млрд рублів, обсяг експортної виручки (без урахування контракту ВЗУ-НОУ) — 3,5 млрд дол. США.[26]
- 2009. Обсяг виробленої електроенергії на АЕС млрд кВт·год 163,3. Дохід ДК «Росатом» і її організацій та підвідомчих підприємств — 528,5 млрд рублів, обсяг експортної виручки (без урахування контракту ВЗУ-НОУ) — 3,65 млрд дол. США.
- 2010. Обсяг виробленої електроенергії на АЕС, млрд кВт·год — 170,1. Виторг від продажу товарів, продукції, робіт, послуг, — 498 млрд руб. Портфель закордонних замовлень на п'ятирічний період (без урахування контракту ВЗУ-НОУ), — 22,4 млрд дол. США
- 2011. Обсяг виробленої електроенергії на АЕС, млрд кВт·год —  172,7. Виторг від продажу товарів, продукції, робіт, послуг, —  478,9 млрд руб. Портфель закордонних замовлень на п'ятирічний період (без урахування контракту ВЗУ-НОУ), — 28, 6 млрд дол. США
- 2012. Обсяг виробленої електроенергії на АЕС, млрд кВт · ч177,3. Портфель закордонних замовлень на десятирічний період (без урахування контракту ВЗУ-НОУ), — 66,5 млрд дол. США. Виторг по МСФО — 140,8 млрд руб
- 2013. Обсяг виробленої електроенергії на АЕС, млрд кВт·год 172,2. Портфель закордонних замовлень на десятирічний період (без урахування контракту ВЗУ-НОУ), — 72,7 млрд дол. США. Виторг по МСФО — 155,2 млрд руб
- 2014. Обсяг виробленої електроенергії, млрд кВт ∙ год — 180,5. Портфель закордонних замовлень на 10-річний період, — 101,4 млрд дол. США. У 2014 року підприємства держкорпорації проектували 30 атомних енергоблоків, що становить 41 % від загального числа блоків АЕС, що проектуються у світі[27].
- 2015. Обсяг виробленої електроенергії, млрд кВт ∙ год -195,2. Портфель закордонних замовлень на 10-річний період, — 110,3 млрд дол. США. За даними на середину 2015 року, держкорпорація залишається світовим лідером за кількістю спроектованих енергоблоків АЕС[28]. На вересень 2015 року загальний портфель замовлень «Росатому» перевищив $300 млрд.[29]
- 2016. Обсяг виробленої електроенергії, млрд кВт·год — 196,4. Портфель закордонних замовлень на 10-річний період, — 133,4 млрд дол. США.
- 2017. Обсяг виробленої електроенергії, млрд кВт·год — 202,9. Портфель закордонних замовлень на десятирічний період, — 133,5 млрд дол. США. Виторг ДК «Росатом» у 2017 році склала 967,4 мільярда рублів.
- 2018. Обсяг виробництва електроенергії, млрд кВт·год 204,3, частка  АЕС у загальному виробництві електроенергії в Росії — 18,7 %. Портфель закордонних замовлень на десятирічний період, — 133,2 млрд дол. США. За підсумками 2018 року експортна виручка «Росатома» склала 6,6 млрд доларів.
- 2019. Обсяг виробництва електроенергії, млрд кВт·год 208,8, частка  АЕС у загальному виробництві електроенергії в Росії: 19,04 %. Портфель закордонних замовлень на десятирічний період, — 140,1 млрд дол. США. Портфель проектів на 31.12.2019: за-кордоном — 36 блоків, 3 атомні енергоблоки і ПАТЕС споруджувалися в РФ; 16,3 % світового ринку фабрикації ядерного палива.[30]